# Ksenarchos
Ksenarchos – (gr. Ξεναρχος) starożytny grecki strateg Związku Achajskigo; pełnił swój urząd w latach 175–174 p.n.e.